# Derhynchia vansoni
Derhynchia vansoni är en insektsart som beskrevs av Bo Tjeder 1967. Derhynchia vansoni ingår i släktet Derhynchia och familjen Nemopteridae. Inga underarter finns listade i Catalogue of Life.